# Робая (Вилча)
Робая (рум. Robaia) — село у повіті Вилча в Румунії. Входить до складу комуни Беріслевешть.
Село розташоване на відстані 156 км на північний захід від Бухареста, 17 км на північний схід від Римніку-Вилчі, 115 км на північний схід від Крайови, 99 км на південний захід від Брашова.

## Населення
За даними перепису населення 2002 року у селі проживали 317 осіб, усі — румуни. Усі жителі села рідною мовою назвали румунську.